# 本田和夫
本田 和夫（ほんだかずお、1934年 - 2012年）は、日本の元レーシングライダー、元レーシングドライバー、実業家。東京都目黒区出身。
別名、J・K・ホンダ（ジョン・カズオ・ホンダ）、ジョニー・ホンダ。
全日本クラブマンレースなどの2輪レースで優勝などの好成績を収めたほか、アメリカのデイトナスピードウィークなどの2輪レースや、日本の4輪レースにも出場した。

## 経歴
1934年生まれ。父親は東京都目黒区の中心部の土地を所有する資産家。少年時代から英語を学び、トライアンフやハーレー・ダビッドソンなどの外国製2輪車やパッカードなどの外国製4輪車に乗っていた。米軍立川基地の米兵と親交を結び、米兵の2輪車クラブ（オールジャパンモーターサイクルクラブ）に加入していた。
1958年8月の「第1回全日本クラブマンレース」（MCFAJが主催）でデビューし、トライアンフ650ccでセニアクラス優勝、国際オープンクラス2位。
1959年のデイトナスピードウィークに自費で参戦。これが日本人のデイトナ初出場と言われている。デイトナ出場後、ハーレー・ダビッドソン・デュオグライドでアメリカ大陸横断ツーリングを行い、数台の2輪車を日本に持ち込んだ。海外渡航が難しく、国内産業保護のため自動車の輸入も制限されていた時代だが、父親の威光がものを言ったという。
1960年9月に宇都宮で開催された「第3回全日本クラブマンレース」に出場。トーハツで125ccクラスに出場し序盤トップだったが故障でリタイヤ。パリラで200ccクラスに出場しリタイヤ。国際クラスにハーレー・ダビッドソンKRで出場しパンクによりリタイヤ。
1961年、トーハツと契約し、弱冠26歳でトーハツの輸出権を獲得。ハワイやアメリカに輸出を行う。
1962年と1963年、トーハツの輸出のためにアメリカに駐在し、同時にアメリカ国内のレースに出場。デイトナ・スピードウィークのスポーツマン125ccクラスでトーハツに乗り1962年と1963年に２連勝。その他のレースでも好成績を挙げていたという。
1963年10月に鈴鹿サーキットで開催された第1回日本グランプリの125ccクラスにトーハツで出場し、予選21位、決勝リタイヤ。
1964年4月に鈴鹿サーキットで開催された4輪の第2回日本グランプリに出場。T-Ⅳクラスにアルファロメオで出場し予選15位、決勝リタイヤ。T-Ⅵクラスにいすゞベレルで出場し決勝不出走。

### 引退後
現役引退後に2輪の市販GPレーサーの製造販売を計画。MZのワークスマシンを元にしたレーサーを製作し、1967年に富士スピードウェイで開催された日本グランプリに参加（ライダーはアルベルト・パガーニ）したが故障のためリタイヤ。
以後は実業家として進み、海外の自動車用工具や部品などを輸入。ヤナセなどと取り引きしたという。
2012年死去。

## エピソード
- 「ジョン（ジョニー）」という異名で知られたが、これは小学生のときに英語を習っていたイギリス人女性が付けたあだ名だという。本田は英語が堪能で、クイーンズイングリッシュを話したという[8]。
- 1957年にヤマハのワークスライダー候補になり、第2回浅間火山レースに出場予定だったが、ヤマハの練習方針に反発し練習合宿から離脱。翌1958年の第1回全日本クラブマンレースに出場し優勝した経緯があるという[9]。
- 1958年の第1回全日本クラブマンレースでジェット型ヘルメット（アメリカのベル社製）を着用。これが日本で初めてジェット型ヘルメットが使用された例だと言われている。本田が被ったヘルメットは伊藤史朗がアメリカから持ち込み、本田に渡したものだったという。本田いわく「伊藤史朗は僕（の裕福な生活）にあこがれて何かと取り入ろうとしていた」とのこと[10]。
- 1958年の第1回全日本クラブマンレースで勃発した「クラブマン模範レース騒動」（一部の参加車が出場禁止のワークスマシンだと疑われた）で、出場者の代表のひとりとして、決勝前夜の未明まで主催者と話し合いを行ったという。話し合いに参加したのは、本田、杉田和臣（メグロのワークスライダー）、酒井文人（八重洲出版社長でMCFAJ初代理事長）、多田健三（戦前のスターライダーで競技長）の4人だったという[11]。
- 本田の後輩である安良岡健は「野口種晴さんも伊藤史朗さんも、本田さんのことは怖がっていた」と語っている[7]。安良岡はヤマハへの移籍を模索し、伊藤史朗（ヤマハワークスのエース格）の家に同居したり、野口種晴（元ヤマハワークス主将格）の店（野口モータース）に勤務したが、ヤマハ移籍がスムーズに行かないため、本田が伊藤史朗や野口種晴のもとに怒鳴り込んで関係を解消したという[12]。
- ホンダワークスライダーだった谷口尚己は「本田和夫さんは雲の上の存在だった。当時自分のお金でトライアンフやハーレーを買って海外レースに出るなんて想像もできなかった」と語っている」[7]。
- 望月修は1958年の第1回全日本クラブマンレースで目立って速かったライダーとして、ビル・ハント（米軍の軍属。国際オープン優勝）、伊藤史朗、本田、高橋国光（ジュニアクラス優勝）を挙げている[3]。
- メグロ創業者の村田延治と本田の父親は、自宅が近く懇意だったという。本田が1959年のデイトナ・スピードウィーク出場後にアメリカに滞在していた際、村田延治からメグロの対米輸出について、録音テープに吹き込んだ声で相談されたという[4]。
- ホンダ創業者の本田宗一郎と同姓だが血縁関係になく、むしろ徹底してアンチホンダの姿勢だったという[13]。
- 1960年の第3回全日本クラブマンレースでバブル・シールド（ジェット型ヘルメットに取り付ける丸い風防）を使用。これも日本で初の例だったと言われる[4]。
- 1964年にトーハツが2輪から撤退した際、ワークスマシンと部品をそっくり買い取ったという。後にデイブ・シモンズらが乗ったという[6]。
- W・B・スイム（アメリカ人のジャーナリスト）らとともに、ホンダやスズキの英語版サービスマニュアルを製作したという[6]。
- 射撃競技を趣味にしており、ワールドカップでの優勝経験もあったという。本田いわく「大藪春彦さんに射撃を教えたのは私。『汚れた英雄』の主人公のモデルは私」とのこと[6]。